# Tony Ducháček
Tony Ducháček (* Antonín Ducháček nar. 29. prosince 1957 Praha) je český básník, textař, zpěvák a frontman hudební skupiny Garáž - od r. 1993 pod názvem Garage (příp. Garage and Tony Ducháček)Je držitelem Ceny Revolver Revue z r.1987 a byl vyznamenán za 3. odboj proti komunismu.

## Rodina
Z prvního manželství s Kateřinou Mázdrovou má dceru Natálii (*1985) a syna Eduarda (*1988). Se svou druhou manželkou Gabrielou Ducháčkovou má dceru Antonii (* 29.1.2012). Tony zůstává celý svůj život věrný "rodnému" Žižkovu.